# شهرستان بیله‌سوار
شهرستان بیله‌سوار، یکی از شهرستان‌های مرزی استان اردبیل به مرکزیت شهر بیله سوار است. این شهر حدود ۶۰۰۰ سال قدمت داشته و آثار تاریخی بسیار زیادی دارد. سالانه حدود ۵میلیون نفر از گمرک این شهر گذر می‌کنند.

## تقسیمات کشوری
شهرستان بیله سوار از ۳ شهر و ۳ بخش ۴دهستان  تشکیل شده است. 
| بخش       | مرکز بخش  | جمعیت بخش ۱۳۹۵ | نام دهستان  | مرکز دهستان | جمعیت دهستان ۱۳۹۵ | شهر            | جمعیت شهر ۱۳۹۵ |
| --------- | --------- | -------------- | ----------- | ----------- | ----------------- | -------------- | -------------- |
| مرکزی     | بیله سوار | ۲۹٬۱۱۵ نفر     | گوگ تپه     | گوگ تپه     | ۹۹۷۲ نفر          | بیله سوار-بابک | ۲۰۱۱۵ نفر      |
| قشلاق دشت | جعفرآباد  | ۲۲٬۱۴۶ نفر     | قشلاق شرقی  | روح کندی    | ۱۰٬۰۹۰ نفر        | جعفرآباد       | ۷٬۲۷۸ نفر      |
| قشلاق دشت | جعفرآباد  | ۲۲٬۱۴۶ نفر     | قشلاق جنوبی | شورگل       | ۴٬۹۵۱ نفر         | جعفرآباد       | ۷٬۲۷۸ نفر      |
| انجیرلو   | انجیرلو   | ۳٬۱۴۹ نفر      | قیزقلعه سی  | قیزقلعه سی  | ۱٬۹۴۹ نفر         | انجیرلو        | ۱٬۲۰۹          |

## تاریخچه
در الواح سومر در سال ۲۴۵۰ قبل از میلاد نام بیله سوار قید شده است. در این منطقه قوم بزرگی به نام «بیل» در کنار رود «کورا» رود ارس و آذربایجان و مغان تا سبلان و اردبیل زندگی می‌کرد و ۳ نوع رب النوع را ستایش می‌کرد و یکی از خدایان، بیل (خدای زمین) بود. طائفه «بیل» که آثاری از آنها باقی‌ مانده شامل چندین شهر است که معلوم می شود اردبیل از ۱۲ طائفه تشکیل می شده که از جمله آنها یکی «ارد» و دیگری «بیل» بوده ‌است (کریمر، 1383). بیلجه نزدیک باکو، بیلقان در آران کنار رود کورا، سعید بیل در گرجستان کنار رود کورا و در مغان بیله سوار، از نمونه‌های آنان است (همان). قدمت این شهرستان همچنان که در پیشینه تاریخ آمده به دوران‌های خیلی قدیم باز می‌گردد و از سکه‌های کشف شده در تپه‌های مختلف این منطقه می توان قدمت باستانی آن را ثابت کرد.
نام قدیمی بیله سوار قبل از تسلط اعراب «بلسکان» بود و بعد از تسلط اعراب به «بلسکان» و «بلسجان» تغییر یافت در زمان آل بویه «بیله سوار» شد. بنابراین حدود زندگی قوم بیل تا چه اندازه وسعت داشته ‌است و بیله سوار هم بازمانده از آن ایل بزرگ می‌باشد. شاید هم نام بیله سوار بنا به گفته بعضی از محققین مأخوذ از قوم «سووار» باشد که در اطراف رود ارس در هزاره اول شگرف داشتند. در برخی منابع هم بیل یا بیله معنی مکان را می دهد. مثلا در اردبیل ارد (در منابع زرتشتی آرتا یا آرتتا) به معنی مقدس و بیل یا ویل به معنی مکان یا شهر است که با چنین ترکیبی می توان شهر قوم سووار یا ساوار (از اقوام باستانی منطقه آذربایجان) بحساب آورد (صادقی، 1383).
به گفته حمدالله قزوینی، مورخ ایرانی، بیلاسوار در قرن دهم مورد حمله امیر بوئی قرار گرفت و این شهر از بیلاسوار به پیله سوار تغییر یافت. در برخی منابع معاصر نیز بیله سوار را پیل سوار یا پیله سوار نامیده اند. پیله سوار از آن روی گفته شده که نادر شاه افشار در ۱۱۴۸ هجری قمری، هنگامیکه برای تاج‌گذاری در مغان رهسپار اصلاندوز  بود، لشکریانش دارای پیل یا فیل بوده و مدتی در این ناحیه اردو زده بودند از این رو به پیل سوار، پیله سوار معروف شده است. البته با توجه به اینکه نام بیله سوار در الواح سومری آمده بنابراین وجود چنین مواردی نمی توان چندان واقعی باشد (کیانی، 1394).
نام روستاهای دیگری ازجمله پیله‌رود، پیله شهران و پیله‌گلین که هر سه از توابع اردبیل‌اند نیز با همین واژه ساخته شده‌است.
برخی گمان برده‌اند که بیله سوار را پیل‌سوار هم می‌نامیده‌اند که گویا نادرشاه افشار هنگام تاجگذاری در سال ۱۱۴۸ هجری قمری در اصلاندوز، مدتی با فیل‌هایش در این منطقه اتراق کرده‌است.
این شهر از نظر تاریخی شاهد رویدادهای زیادی بوده‌است. از جملهٔ این رویدادهای تاریخی می‌توان به حمله روس‌ها در زمان عباس‌میرزای قاجار و اشغال آذربایجان توسط قشون روس در جنگ جهانی اول و دوم اشاره کرد.

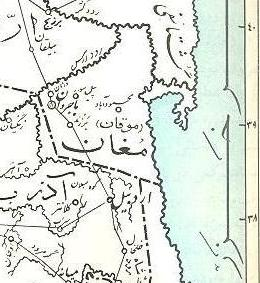
بیله سوار (در نقشه پیل سوار) در استان مغان، دوره خلفای عباسی

## جغرافیا
بیله‌سوار در شمال غربی ایران و در قسمت شمالی استان اردبیل واقع شده‌است. وسعت شهر ۱٫۹۴۵ کیلومتر مربع و جمعیت آن طبق برآورد سال ۱۳۹۵، هجده هزار و صد و هشتاد و سه نفر بوده‌است. ارتفاع متوسط آن از دریا حدود ۱۲۰ متر است.

## آثار تاریخی
از آثار تاریخی به‌دست آمده چنین برمی‌آید که بیله‌سوار به دلیل مساعدت آب و هوایی، در اعصار قدیم محل زندگی انسان‌های اولیه بوده‌است. حملات روس‌ها و جنگ‌های ایران و روسیه در زمان فتحعلی‌شاه، اشغال آذربایجان توسط روس‌ها در جنگ جهانی اول و دوم از اتفاقات مهم تاریخی در بیله‌سوار بوده‌است. تپه‌های باستانی مربوط به دوران قبل ازاسلام، قیزقالاسی (قلعه دختر) مربوط به دوران گذشته، کاروانسرای مخروبه در منطقه خروسلو ازدوران صفویه، مزار سربازان گمنام در جریان کشتار سوم شهریور ۱۳۲۰ توسط روس‌ها در جنگ جهانی دوم، از آثار تاریخی این شهرستان به‌شمار می‌روند.
نام بیله سوار به کرات در کتاب‌های تاریخی، از آن جمله در کتاب نزهت القلوب حمدالله مستوفی (قرن هشتم هجری) آمده‌است.

## چهره‌های ورزشی
مجید فرزین وزنه‌بردار تیم ملی معلولان از شهرستان بیله سوار است که مدال نقره پارالمپیک پکن و مدال طلای پارالمپیک لندن را دارد. میدانی در شهر بیله سوار بنام جهان پهلوان مجید فرزین نامگذاری شده‌است. او مدال طلای خود را برای کمک به زلزله زدگان استان آذربایجان شرقی اهدا کرد.

## مشکلات
این شهرستان و شهرستان‌های مجاور پارس‌آباد و گرمی که مجموعاً منطقه مغان را تشکیل می‌دهند به دلیل مرزی بودن از برخی صنایع و کارخانجات محروم شده‌اند و کمبود سرمایه‌گذاری در بخش‌های غیرکشاورزی به تضعیف صنعت منجر گشته‌است. با تصویب منطقه آزاد تجاری استان اردبیل یا الحاق این منطقه به منطقه آزاد تجاری ارس (به مرکزیت جلفا) می‌توان شاهد پیشرفت صنعت و همچنین پیشرفت روزافزون تجارت با قفقاز و اروپا در این منطقه بود.

### جاده انجیرلو به آقداش
جاده آقداش _انجیرلو بیش از ده سال است که علیرغم برخی کارهای اولیه نیمه کاره رها شده و با اینکه میتواند بر اساس محاسبات فنی انجام شده توسط کارشناسان راهسازی حداقل پنجاه دقیقه فاصله زمانی تردد بین اهالی مغان و اردبیل را کاهش دهد و در یک مسیر هموار و بدون کوچکترین پستی و بلندی  با کمترین هزینه و زمان تکمیل گردد در کمال بهت و شگفتی مردم بدون توجه باقیمانده و در مقابل اخیرا توسط'اداره کل راه وشهرسازی استان کلنگ چهاربانده شدن جاده مواصلاتی مغان از نقطه شروع سه راهی بیله سوار زده شده و بلافاصله بعد از کلنگ زنی با جابجایی محل استقرار کمپ ماشین الات راهسازی به خروجی گرمی در آرانچی با کندن دل کوه و تخریب طبیعت بکر آن منطقه در کمال حیرت بلدوزرها، لودرها و کمپرسیها با سرعت تمام شروع بکار نمایند..
البته شگفتی تنها آن نیست ؛
آنچه که بیشتر به تعجب دامن میزند انتشار دو متن بسیار جالب آقایان میرزاده مبنی بر برپایی میهمانی چایی برای مسافران دوسوی  مغان و اردبیل و دعوت به عدم شتاب و عجله مسافران برای رسیدن به مقصد در دوسوی مسیر با ادبیاتی بسیار طعنه آمیز است و دیگری بیانیه احساسی نماینده منتخب گرمی جناب ولی اسماعیلی در خصوص تاکید بر اجرای پروژه فوق از داخل شهر گرمی و اظهارات تندشان مبنی بر ممانعت جدی از اجرای پروژه اقداش _انجیرلو در بازه زمانی کلنگ زنی  ونقل وانتقال ماشین الات است.
در عین حال شگفتی بیشتر آنجاست که نه ازنماینده فعلی و نه از نماینده منتخب پارس آباد،اصلاندوز و بیله سوار خبری نیست که نیست.

## گردشگری
شهر بیله سوار دارای بازارچه مرزی می‌باشد که اجناس خارجی بقیمت مناسب در آن بفروش می‌رسد. شهرستان بیله سوار در بهار طبیعت بسیار زیبایی دارد.
یکی از عمده اجناسی که بازار بیله سوار باآن شهرت یافته‌است، کت و شلوار مردانه و لباس زنانه‌است.

## راه‌ها
با حذف گردنه لنگان از مسیر مغان به اردبیل، راه بیله‌سوار به مرکز استان نیز نزدیک‌تر شده‌است.